# Aldobrandini

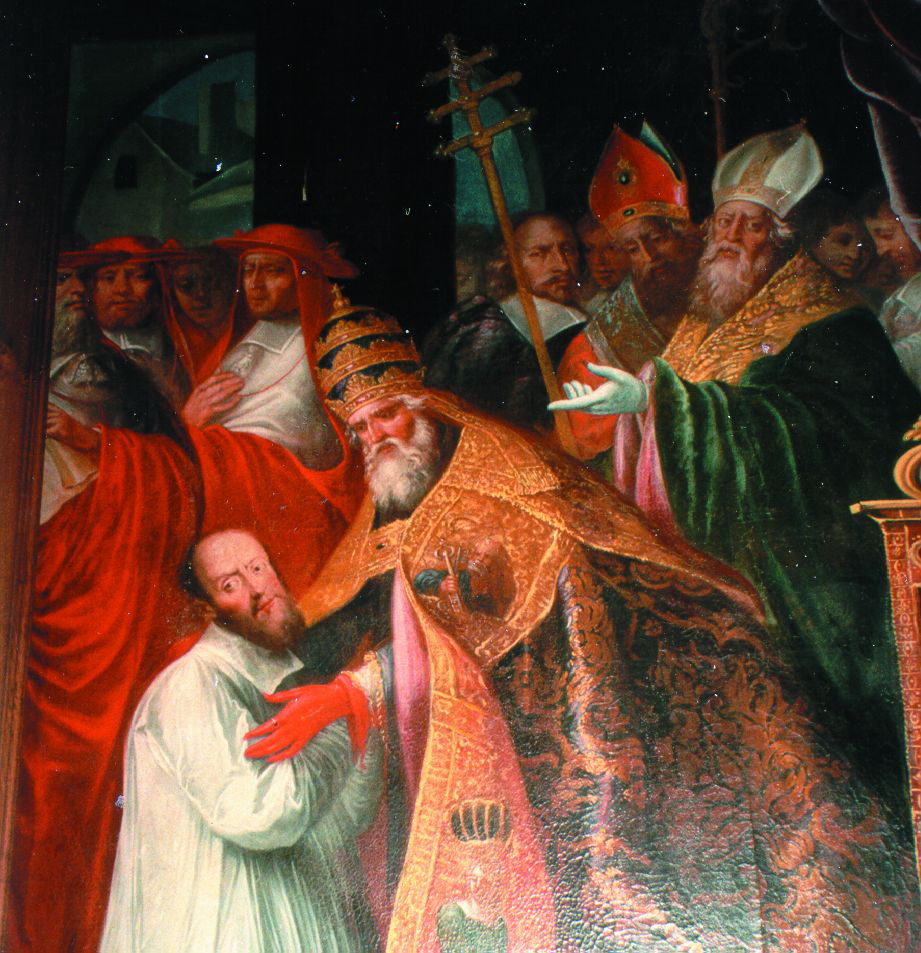
Ippolito Aldobrandini, papa Clemente VIII.

Los Aldobrandini son una familia noble originaria de Florencia que se expandió por toda Italia y especialmente por la región de las Marcas.
La familia se enriqueció en el siglo XIV gracias al comercio internacional y a la actividad financiera que en aquella época desempeñaron en Florencia, una de las plazas activas de Europa.
El mercader Benci Aldobrandini se casó con Madonna Giovanna degli Aldobrandini, nacida Altoviti, una mujer muy pía y dedicada a la beneficencia, lo que la hizo muy amada por parte del pueblo. Cuando murió la población grandes honores en odor de santidad. A ella está dedicada la plaza de la Madonna degli Aldobrandini de Florencia ("madonna" según el italiano antiguo, no riferido a María, madre de Jesús).
Rápidamente la familia se dividió en varias ramas (Bellincioni, Lippo, y da Madonna), que se dispersaron a causa de las malas relaciones con la familia Médici, estableciéndose en las Marcas, Roma y otros lugares.
La casa fue célebre, sobre todo en el siglo XVI, porque muchos de sus miembros hicieron una brillante carrera tanto en el campo del derecho como del humanismo o en el campo eclesiástico.
Silvestre Aldobrandini, abogado financiero y gobernador de Fano, y Lisa Donati fueron padres de los cardenales Giovanni e Ippolito, este último subido al solio pontificio en 1592 con el nombre de Clemente VIII.
Esta elección ensalzó el prestigio de la familia, aunque el papado de Clemente VIII fue controvertido por algunos hechos como las condenas de Beatrice Cenci (quizás para encamerar los bienes de los ricos Cenci) y de Giordano Bruno.
El papa fue nepotista como su antecesores y enriqueció a sus familiares, concediendo la dignidad cardenalicia a varios de sus parientes: los sobrinos Pietro Aldobrandini y Cinzio Passero, a su sobrino-nieto Silvestro y a otros parientes pertenecientes a otras ramas de la familia como  Gian Francesco y Bonifazio. La joven Margarita Aldobrandini fue casada con tan solo 11 años con Ranuccio I Farnesio, para mejorar las relaciones entre ambas familias, convirtiéndose así en duquesa de Parma.

« Morì Papa Clemente, sono morti i cinque nipoti che avevano altri due cardinali fra loro; mancarono tutti i maschi di quella casa e mancò finalmente con essi ogni successione ed insieme ogni grandezza del sangue lor proprio. »

Algunas de las ramas de la familia de todas formas continuaron existiendo. En Florencia la familia se extinguió en 1861.